# Istituto Weizmann
L'Istituto Weizmann per le Scienze (ebr. מכון ויצמן למדע, Machón Vaitsman Lamadá) è uno dei centri di ricerca più importanti del mondo e una delle più prestigiose università israeliane con sede a Rehovot, interamente dedicata alla ricerca scientifica. Diverse personalità legate a questo istituto hanno ricevuto alti riconoscimenti. Tra questi, si ricordano Ada Yonath e Michael Levitt, premi Nobel per la chimica rispettivamente nel 2009 e 2012, così come Amir Pnueli e Adi Shamir, vincitori del premio Turing nel 1996 e nel 2002.

## Storia

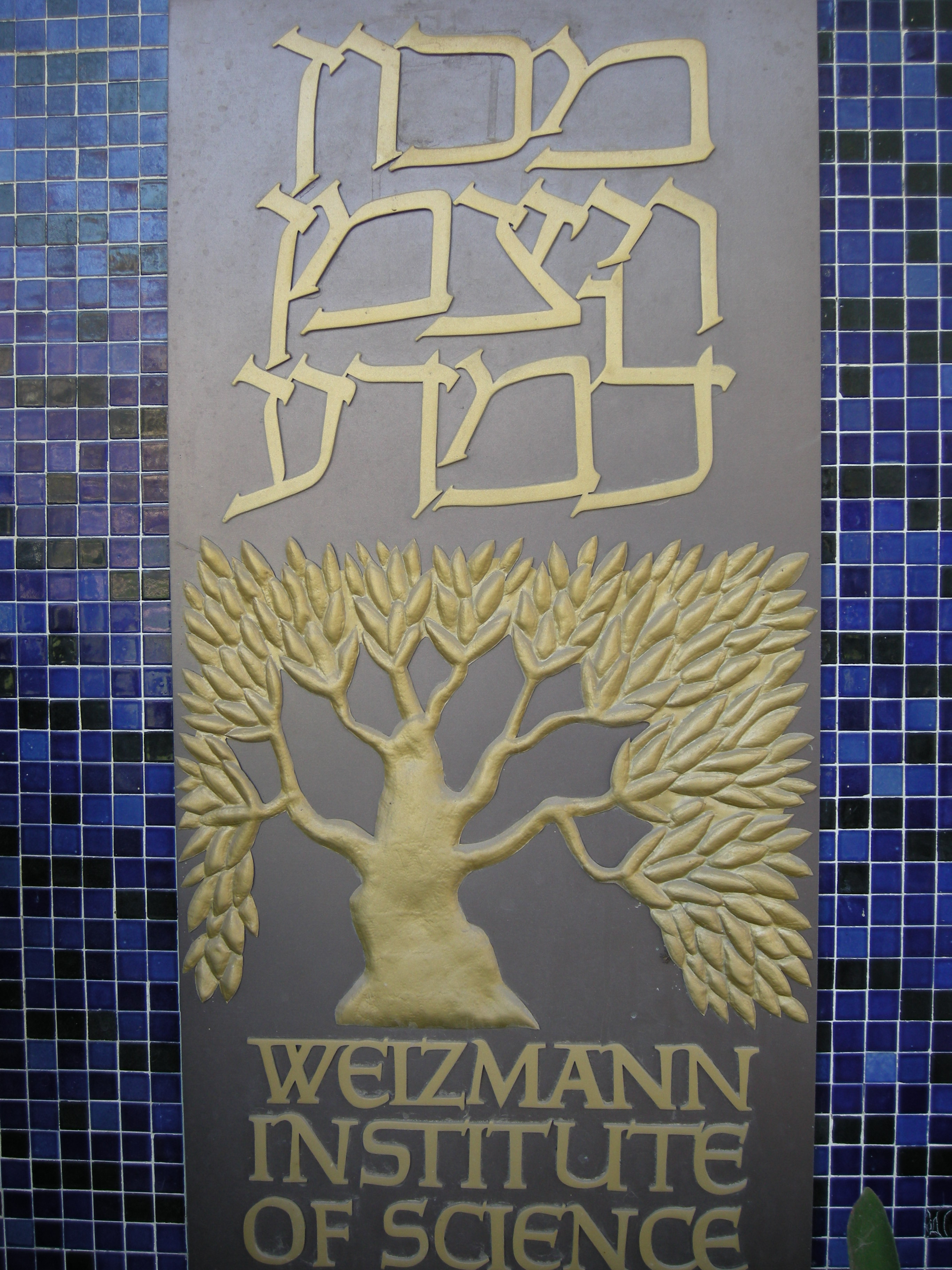
La targa all'ingresso dell'istituto

Fondata nel 1934 da Chaim Weizmann col nome "Daniel Sieff Research Institute", nel 1949 venne rinominata Weizmann Institute of Science. Prima di diventare presidente dello Stato di Israele, lo stesso Weizmann condusse ricerche di chimica organica nei laboratori dell'istituto.

## Descrizione
L'Istituto Weizmann offre corsi in matematica, informatica, fisica, chimica, biochimica e biologia, oltre a programmi di studio interdisciplinari. L'istituto ospita anche un importante centro di ricerca in fisica nucleare, inaugurato nel 1958 da Niels Bohr. La torre Koffler  è una struttura dal disegno avveniristico, la più appariscente dell'intero complesso,  che ospita un acceleratore di particelle ("Koffler accelerator").
L'università ogni anno assegna il Premio Dimitris N. Chorafas per lavori di ricerca pionieristici in medicina, ingegneria e scienze naturali, di eccezionale rilevanza e alto potenziale applicativo.
Conta attualmente (2021) circa 2380 studenti.

## Rettori
- Chaim Weizmann (1934-1952)
- Abba Eban (1959-1966)
- Albert Sabin (1969-1972)